# Paul Rost
Paul Rost (* 12. Juni 1904 in Deutschenbora; † 21. März 1984 in Dresden) war ein deutscher Polizeibeamter, der an der „Aktion T4“ und der „Aktion Reinhardt“ beteiligt war.

## Herkunft
Geboren als Sohn eines Schuhwarenhändlers in Deutschenbora, einem heutigen Ortsteil von Nossen, zog die Familie 1908 nach Meißen, wo Rost nach dem Besuch der Volksschule das Fleischerhandwerk erlernte.

## Polizeidienst
Ab 1925 besuchte er die Polizeischule in Meißen und wurde 1926 in den Sächsischen Polizeidienst übernommen. Ab 1935 war er für die Schutzpolizei tätig und wurde in dieser Funktion am 21. Mai 1940 als Polizeimeister seitens des Sächsischen Innenministeriums für eine Sonderaufgabe zur Verfügung gestellt. Rost beantragte am 19. Oktober 1937 die Aufnahme in die NSDAP und wurde rückwirkend zum 1. Mai desselben Jahres aufgenommen (Mitgliedsnummer 5.329.148). In die Allgemeine SS trat er am 1. Dezember 1940 als Untersturmführer ein (SS-Nummer 382.366).

## Zweiter Weltkrieg
Diese Sonderaufgabe bestand darin, in der zum 28. Juni 1940 offiziell in Betrieb genommenen Tötungsanstalt Pirna-Sonnenstein in Pirna das zum Absperrdienst benötigte Polizeikommando zu leiten bzw. disziplinarisch zu beaufsichtigen sowie als Transportleiter der Busstaffel bei der Abholung der Kranken aus den Zwischenanstalten zu wirken.
Nach der Einstellung der Aktion T4 zum 24. August 1941 verblieb Rost vorerst mit dem größten Teil des Personals vor Ort in Pirna und machte nach eigener Aussage „nur noch Verlegungstransporte“. Beim sog. Sanitätseinsatz Ost scheint er nicht involviert gewesen zu sein, jedoch wurde Paul Rost schon Anfang 1942 zum Einsatzstab der Aktion Reinhardt nach Lublin versetzt. Im Sommer 1942 stieß Rost zur Führungstruppe im Vernichtungslager Sobibor. Wegen seiner Polizeiausbildung wurde er für die Korruptions- und Diebstahlsbekämpfung eingesetzt. Nach der Inbetriebnahme des Vernichtungslagers führte er im sogenannten Lager II die Aufsicht über das jüdische Sortierkommando. Bei der Ankunft von Transporten wurde er auch an der Rampe eingesetzt. Nach Darstellung der Historikerin Sara Berger blieb er dort bis Ende 1943.  Nach eigener Angabe wurde Rost Mitte des Jahres 1942 zu einem Katastropheneinsatz im Westen kommandiert. Der Wachmann Willi Großmann sagte 1963 im Belzec-Prozess aus, dass Rost 1943 im Vernichtungslager Treblinka gewesen sei.
Nach Beendigung der Aktion Reinhardt wurde Rost mit dem Großteil deren Personals im Dezember 1943 in den adriatischen Küstenraum nach Triest versetzt. Unter Christian Wirth, der zu jener Zeit unter Odilo Globocnik Inspektor der „Sonderabteilung Einsatz R“ des SS- und Polizeiapparats in der Operationszone Adriatisches Küstenland war, hat Paul Rost nach eigener Aussage der Wirtschaftspolizei angehört. Rost wurde 1944 zum Leutnant befördert.

## Nach Kriegsende
Paul Rost geriet 1945 in Österreich in amerikanische Gefangenschaft und war kurzzeitig im Lager Habach interniert. Dort soll er Walter Nowak wiedergetroffen haben, der jedoch nach anderen Quellen bereits seit 1943 oder 1944 tot war. Von dort wurde er nach kurzer Zeit entlassen und ging nach Dresden zu seiner Familie zurück. Kurz darauf nahm ihn dort 1946 die Sowjetische Armee in Untersuchungshaft. Paul Rost wurde im gleichen Jahr im Rahmen des Dresdner Euthanasie-Prozesses vernommen und anschließend wieder auf freien Fuß gesetzt. Eine weitere Strafverfolgung fand nicht statt. Die DDR lehnte 1971 eine Zeugenvernehmung von Rost im Zusammenhang mit dem Prozess des Landgerichts Frankfurt am Main gegen den Direktor der Tötungsanstalt Sonnenstein Horst Schumann ab.
Rost arbeitete nach seiner Entlassung aus der Untersuchungshaft, im September 1946, als Bauhilfsarbeiter in Dresden.
Paul Rost war seit 1931 verheiratet und hatte vier Kinder. Er verstarb 1984 in Dresden.